# 費恩伍德 (愛達荷州)
費恩伍德（英語：Fernwood）是位於美國愛達荷州本瓦縣的一個非建制地區。

## 地理
費恩伍德的座標為47°06′44″N 116°23′34″W / 47.11222°N 116.39278°W，而該地的平均海拔高度為833米（即2733英尺）。